# Lae Ikan
Lae Ikan is een bestuurslaag in het regentschap Subulussalam van de provincie Atjeh, Indonesië. Lae Ikan telt 295 inwoners (volkstelling 2010).